# Bandera de Cabo Verde
La bandera de Cabo Verde fue adoptada el 22 de septiembre de 1992. Consiste de un fondo azul con una tribanda horizontal blanca, roja y blanca. Las bandas tienen unas alturas en proporción 6:1:1:1:3. Sobre las bandas se encuentra un círculo de 10 estrellas de 5 puntas, que se halla centrada en un 3/8 a lo ancho de la bandera.
Las estrellas representan las 10 islas mayores del país, mientras que el azul simboliza el océano y el cielo. Las bandas blancas y rojas representan el camino de la construcción del país, en tanto que los colores simbolizan la paz y el esfuerzo, respectivamente. La formación circular de las estrellas, así como el oscuro color azul de fondo, muestra alguna similitud con la bandera de la Unión Europea.
Entre 1975 y 1992 la bandera utilizada era muy similar a la de Guinea-Bissau, país con el que existían incluso planes de unificación. La bandera constaba de dos franjas horizontales del mismo tamaño y una vertical con los colores panafricanos: rojo, verde y amarillo. En la franja vertical, a diferencia de la de Guinea-Bissau, aparecían dos mazorcas de maíz y una concha alrededor de la llamada "estrella negra africana". Esta bandera también se distinguía de la Bandera de Guinea-Bissau por tener unas dimensiones de 2:3. A fines de los años 1980, ambos países comenzaron a distanciarse, y Cabo Verde decidió adoptar una nueva bandera, la que se usa en la actualidad.
Curiosamente, en la bandera actual no está el verde, color al que el país hace referencia en su nombre.

## Simbolismo
Las estrellas de la bandera representan las diez islas que se encuentran frente a la costa occidental de África. El círculo en el que se encuentran las estrellas representa la unidad de la nación caboverdiana, pero también hace referencia a la brújula marítima y al gobierno de un barco. El azul del fondo representa el mar y el cielo, las calles blancas, rojas y blancas representan el camino hacia el desarrollo y el progreso del pueblo de Cabo Verde. Por separado, el blanco representa la paz y el rojo el esfuerzo del pueblo.

## Diseño
El Boletín Oficial da los matices oficiales de los colores de la bandera (así como los colores de las armas de la República): 
| Model   | Azul              | Rojo                | Amarillo         | Blanco         |
| ------- | ----------------- | ------------------- | ---------------- | -------------- |
| Pantone | 287C              | 186C                | 116C             | Blanco         |
| HTML    | 003893            | CF2027              | F7d116           | FFFFFF         |
| RGB     | 0 - 56 - 147      | 207, 32, 39         | 247, 209, 22     | 255, 255, 255  |
| CMYK    | 100%, 89%, 8%, 2% | 12%, 100%, 100%, 3% | 4%, 15%, 98%, 0% | 0%, 0%, 0%, 0% |

Pantone, CMYK y RGB son oficiales tal y como se publica en el boletín, mientras que el color HTTML es una interpretación de los estándares Pantone.

## Banderas históricas
Cabo Verde obtuvo su independencia de Portugal en 1975. La primera bandera, entre 1975 y 1992, contenía colores panafricanos, al igual que la bandera de Guinea-Bissau, otra colonia portuguesa en África. Los colores de esta bandera se basaron en los colores de la bandera etíope, que se convirtieron en los colores del movimiento panafricano de independencia para los pueblos negros del continente y más allá. Esta bandera era exactamente igual a la bandera de Guinea Bissau, pero con una corona de maíz y una concha de mar enmarcando la estrella negra en la banda roja. Además, las proporciones diferían entre longitud y altura.
Estas dos colonias portuguesas tenían la intención de formar un estado unido, liderado por el Partido Africano para la Independencia de Guinea y Cabo Verde. Después del golpe de Estado en Guinea-Bissau en 1980, esta intención fue abandonada.

Bandera de Cabo Verde (1975-1992)
Bandera de Cabo Verde (1992-Actualidad)